# Gewichtheffen op de Olympische Zomerspelen 2016 – Klasse tot 53 kilogram vrouwen
Het gewichtheffen in de klasse tot 53 kilogram voor vrouwen op de Olympische Zomerspelen 2016 vond plaats op zondag 7 augustus. Regerend olympisch kampioene was Hsu Shu-ching van Chinees Taipei. Zij kwam tijdens deze Spelen in actie en kon derhalve haar titel verdedigen. De totale score die een gewichtheffer behaalde was de som van haar beste resultaten in het trekken en het voorslaan en uitstoten, met de mogelijkheid tot drie pogingen in elk onderdeel. In deze gewichtsklasse deden dertien atletes mee, afkomstig uit dertien verschillende landen.
De Taiwanese Hsu Shu-ching, die Chinees Taipei vertegenwoordigde, won het goud met een totaalscore van 212 kilogram. Hidilyn Diaz won de enige olympische medaille voor de Filipijnen tijdens deze Spelen. Het was de eerste medaille voor het land in twintig jaar tijd.

## Records
Voorafgaand aan het toernooi waren dit de wereldrecords en de olympische records.
| Wereldrecord     | Trekken | Li Ping                          | 103 kg | Guangzhou | 14 november 2010  |
| Wereldrecord     | Stoten  | Hsu Shu-ching                    | 132 kg | Incheon   | 21 september 2014 |
| Wereldrecord     | Totaal  | Hsu Shu-ching                    | 233 kg | Incheon   | 21 september 2014 |
| Olympisch record | Trekken | Yang Xia                         | 100 kg | Sydney    | 18 september 2000 |
| Olympisch record | Stoten  | Prapawadee Jaroenrattanatarakoon | 126 kg | Beijing   | 10 augustus 2008  |
| Olympisch record | Totaal  | Yang Xia                         | 225 kg | Sydney    | 18 september 2000 |

## Uitslag
| rang   | naam                   | land           | groep | gewicht | trekken (kg) | trekken (kg) | trekken (kg) | trekken (kg) | stoten (kg) | stoten (kg) | stoten (kg) | stoten (kg) | totaal |
| rang   | naam                   | land           | groep | gewicht | 1            | 2            | 3            | Score        | 1           | 2           | 3           | Score       | totaal |
| ------ | ---------------------- | -------------- | ----- | ------- | ------------ | ------------ | ------------ | ------------ | ----------- | ----------- | ----------- | ----------- | ------ |
| Goud   | Hsu Shu-ching          | Chinees Taipei | A     | 52,60   | 92           | 96           | 100          | 100          | 112         | 126         |             | 112         | 212    |
| Zilver | Hidilyn Diaz           | Filipijnen     | A     | 52,61   | 88           | 88           | 91           | 88           | 111         | 112         | 117         | 112         | 200    |
| Brons  | Yoon Jin-hee           | Zuid-Korea     | A     | 52,59   | 88           | 90           | 90           | 88           | 110         | 110         | 111         | 111         | 199    |
| 4      | Rebeka Koha            | Letland        | A     | 52,11   | 87           | 87           | 90           | 90           | 103         | 107         | 110         | 107         | 197    |
| 5      | Rosane dos Reis Santos | Brazilië       | A     | 52,57   | 85           | 90           | 90           | 90           | 103         | 107         | 108         | 103         | 193    |
| 6      | Kanae Yagi             | Japan          | B     | 52,39   | 81           | 81           | 81           | 81           | 101         | 101         | 105         | 105         | 186    |
| 7      | Dewi Safitri           | Indonesië      | A     | 52,78   | 80           | 80           | 80           | 80           | 105         | 105         | 108         | 105         | 185    |
| 8      | Evagjelia Veli         | Albanië        | B     | 51,58   | 68           | 72           | 75           | 75           | 88          | 90          | 96          | 90          | 165    |
| 9      | Lely Burgos            | Puerto Rico    | B     | 49,53   | 67           | 70           | 72           | 72           | 85          | 88          | 90          | 90          | 162    |
| 10     | Scarleth Mercado       | Nicaragua      | B     | 52,85   | 62           | 66           | 68           | 66           | 83          | 86          | 89          | 89          | 155    |
| 11     | Fiorella Cueva         | Peru           | B     | 48,32   | 62           | 65           | 67           | 65           | 85          | 88          | 90          | 88          | 153    |
| 12     | Sofia Rito             | Uruguay        | B     | 51,74   | 64           | 64           | 67           | 64           | 82          | 82          | 88          | 82          | 146    |
| –      | Li Yajun               | China          | A     | 52,50   | 98           | 101          | 104          | 101 OR       | 123         | 126         | 126         | –           | –      |